# Samia guérini
Samia guérini är en fjärilsart som beskrevs av Moo 1858. Samia guérini ingår i släktet Samia och familjen påfågelsspinnare. Inga underarter finns listade.